# عصابات في كندا
عصابات في كندا (Gangs in Canada) تتمركز العصابات في كندا غالبا في المناطق الحضرية الرئيسية، على الرغم من تفرع أنشطتها إلى مدن كبرى.

## أنواع
من بين العصابات الأكثر انتشارا في كندا نجد:
- عصابات الشوراع
- عصابات الدراجات النارية الخارجة على القانون[1]
- المافيا ومجموعات الجريمة المنظمة، بما في ذلك الجريمة المنظمة المرتكزة على الشعوب الأصلية، والجريمة البنجابية المنظمة، والجريمة المنظمة في شرق آسيا.
- كارتل المخدرات

وفقا لتقارير الشرطة الكندية لعام 2004 ، لاتزال عصابة «ملائكة الجحيم أكبر وأقوى عصابات الدراجات النارية في البلاد، مع تزايد نفوذها في كولومبيا البريطانية وأونتاريو. فيما انخفض وجودها في المحافظات الأخرى بسبب جهود الشرطة، والصراع الداخلي بين أفرادها، وزيادة المنافسة من جماعات الجريمة الأخرى».

## حسب المدينة

### أبوتسفورد
تشمل مجموعات الجريمة المنظمة المعروفة في أبوتسفورد عصابات الشوارع البنجابية وعصابات الدراجات النارية ومختلف مجموعات الجريمة في شرق آسيا بالإضافة إلى عصابات الشوارع متعددة الثقافات.

### وينيبيغ
يتكون نشاط عصابة وينيبيغ بشكل كبير من المجرمين الأصليين، مع عدد أقل من الأوروبيين وأفراد من شرق آسيا (الفلبينيين / الفيتناميين) والعصابات الأفريقية.
وقد وصفت وينيبيغ بأنها عاصمة عصابة السكان الأصليين في كندا.